# Da coniglio a erede
Da coniglio a erede (From Hare to Heir) è un film del 1960 diretto da Friz Freleng. È un cortometraggio animato della serie Merrie Melodies, prodotto dalla Warner Bros. e uscito negli Stati Uniti il 3 settembre 1960. Il film ha come protagonisti Bugs Bunny e Yosemite Sam nel ruolo di Sam, duca di Yosemite nel castello di Bedlam. Nel 1983 il cortometraggio venne edito nel film compilation Daffy Duck e l'isola fantastica.
È il primo di tre cartoni di Bugs Bunny che Friz Freleng ha sia scritto che diretto, gli altri sono Il coniglio sul tetto che sbotta (1960) e La torta del diavolo (1963).

## Trama
Nel castello di Bedlam Sam, duca di Yosemite scopre da un suo servo che suo zio, il re, ha deciso di tagliare la sua indennità. Dopo aver punito il servo, Sam è alla disperata ricerca di denaro. In quel momento Bugs Bunny arriva alla sua porta, dicendogli di essere stato selezionato per entrare in possesso di un milione di sterline. Sam accoglie Bugs nel castello, ansioso di ricevere il denaro; tuttavia il coniglio gli rivela che, per essere sicuro che i soldi vadano ad una persona meritevole dal carattere mite, Bugs è stato autorizzato a detrarre a sua discrezione una parte del milione di sterline ogni qualvolta che il duca perderà la calma. Il giorno stesso, quella notte e la mattina successiva, Bugs continua a infastidire Sam, che finisce spesso per perdere la pazienza e ogni volta il coniglio sottrae dei soldi. Infine Sam ottiene il controllo del suo carattere e cerca di dimostrarlo a Bugs, facendosi maltrattare fisicamente da tre suoi servi. Tuttavia Bugs rivela di non aver il coraggio a dirgli che non è rimasto più neanche uno scellino.

## Edizioni home video

### VHS
Il cortometraggio è incluso nella VHS Carota Party – Bugs Bunny & Marvin il marziano: Turbolenze spaziali.

### DVD
Il cortometraggio è incluso nel DVD Looney Tunes Superstars: Bugs Bunny - Un coniglio eccezionale, convertito in formato widescreen.